# Знаки поштової оплати України 2011
Знаки поштової оплати України 2011 — перелік поштових марок, введених в обіг Укрпоштою у 2011 році.
З 12 квітня по 28 грудня 2011 року було випущено 72 поштові марки, у тому числі 68 комеморативних (пам'ятних) поштових марок та 4 стандартні поштові марки незалежної України сьомого випуску (2007—2011). Номінал знаків поштової оплати, що було випущено в 2011 році від 1,50 до 7,70 гривень та з літерним індексом «V» замість номіналу. Тематика комеморативних марок охопила ювілеї визначних дат, подій, пам'яті видатних діячів культури та інши.
Марки було надруковано державним підприємством «Поліграфічний комбінат „Україна“» (Київ).
Відсортовані за датою введення.

## Список комеморативних марок
| № у каталозі                                     | Зображення | Опис та джерело | Номінал                              | Дата введення в обіг   | Тираж                       | Дизайн                             |
| ------------------------------------------------ | ---------- | --- | ------------------------------------ | ---------------------- | --------------------------- | ---------------------------------- |
| № 1098                                           |            | «Перший політ людини в космос. Юрій Гагарін» | 6,00 гривень                         | 12 квітня 2011 року    | 180 000                     | Василь Василенко                   |
| № 1099                                           |            | «Георгій Береговий. 1921—1995» | 2,20 гривні                          | 16 квітня 2011 року    | 180 000                     | Олексій Соболевський               |
| № 1100                                           |            | Серія «200-річчя від дня народження Тараса Шевченка» «Тарас Шевченко. Казашка Катя. 1857» | 1,50 гривні                          | 21 травня 2011 року    | 210 000                     | Володимир Таран                    |
| № 1105 № 1106                                    |            | «Провідники козацьких повстань» (зчіпка з двох марок) - «Провідники козацьких повстань. Григорій Лобода» - «Провідники козацьких повстань. Северин Наливайко»                                                                         | 1,50 2,00 гривні                     | 9 червня 2011 року     | 154 000                     | Василь Василенко                   |
| № 1107                                           |            | «Конституція України. 28 червня 1996 року. 15 років» | 6,00 гривень                         | 17 червня 2011 року    | 200 000                     | Володимир Таран                    |
| № 1108                                           |            | «Власна марка»: Україна | V                                    | 25 червня 2011 року    | 99 990                      | Володимир Таран                    |
| № 1109 № 1110 № 1111 № 1112 № 1113               |            | Блок № 91: «Українське подвір'я» з 5 марок: - Котик - Ластівки - Корова - Собака - Порося | 1,50 2,00 1,50 гривні                | 25 червня 2011 року    | 132 000                     | Кость Лавро                        |
| № 1114                                           |            | Серія «Локомотивобудування в Україні»: «Дизель-поїзд ДПЛ 1» | 1,50 гривні                          | 5 липня 2011 року      | 245 000                     | Валерій Руденко                    |
| № 1115                                           |            | Серія «Локомотивобудування в Україні»: «Електропоїзд ЕПЛ 2Т» | 2,20 гривні                          | 5 липня 2011 року      | 245 000                     | Валерій Руденко                    |
| № 1116                                           |            | Серія «Локомотивобудування в Україні»: «Дизель-поїзд ДЕЛ 02» | 1,90 гривні                          | 5 липня 2011 року      | 245 000                     | Валерій Руденко                    |
| № 1117                                           |            | Серія «Локомотивобудування в Україні»: «Електропоїзд ЕПЛ 9Т» | 6,00 гривень                         | 5 липня 2011 року      | 245 000                     | Валерій Руденко                    |
| № 1118                                           |            | «100 років першого польоту дирижабля „Київ“ | 2,20 гривні                          | 5 серпня 2011 року     | 205 000                     | Тетяна Нестерова                   |
| № 1119                                           |            | „Україна. 20-річчя Незалежності“ | 2,20 гривні                          | 24 серпня 2011 року    | 230 000                     | Іван Бринюк та Наталія Андрійченко |
| № 1120                                           |            | 120 років з початку імміграції українців до Бразилії | 2,20 гривні                          | 24 серпня 2011 року    | 202 000                     | Віктор Бариба                      |
| № 1121 № 1122                                    |            | Серія „Казковий світ“: Снігова Королева (зчіпка з двох марок) | 6,00 1,50 гривні                     | 1 вересня 2011 року    | 192 000                     | Владислав Єрко                     |
| № 1123                                           |            | ХІІ Національна філателістична виставка „Укрфілексп 2011“. Одеса | 4,30 гривні                          | 9 вересня 2011 року    | 220 000                     | Наталія Андрійченко                |
| № 1124 № 1125 № 1126 № 1127 № 1128 № 1129        |            | Блок№ 92: „90-річчя поштових марок Української народної республіки“ з 6-ти марок та купона: - „5 гривень“ - „3 гривні“ - „60 гривень“ - „80 гривень“ - „100 гривень“ - „200 гривень“                                                  | 1,50 2,00 6,00 7,00 гривень          | 12 вересня 2011 року   | 132 000                     | Світлана Бондар                    |
| № 1130                                           |            | Тетяна Маркус. 1921—1943. „Герой України“ | 1,50 гривні                          | 21 вересня 2011 року   | 150 000                     | Лариса Корень                      |
| № 1131                                           |            | „70 років трагедії Бабиного Яру“ | 2,20 гривні                          | 29 вересня 2011 року   | 150 000                     | Віктор Бариба                      |
| № 1132 № 1133                                    |            | 75 років. Фільм-опера „Наталка Полтавка (зчіпка з двох марок) | 6,00 1,50 гривні                     | 30 вересня 2011 року   | 185 000                     | Лариса Мельник                     |
| № 1134                                           |            | “Львівський національний університет імені Івана Франка. 350 років» | 1,50 гривні                          | 11 жовтня 2011 року    | 185 000                     | Марія Гейко                        |
| № 1135                                           |            | «20 років Регіональної співдружності в галузі зв'язку» | 1,90 гривні                          | 14 жовтня 2011 року    | 150 000                     | Василь Василенко                   |
| № 1136                                           |            | «Михайло Янгель (1911—1971). 100 років від дня народження» | 1,50 гривні                          | 25 жовтня 2011 року    | 150 000                     | Василь Василенко                   |
| № 1137                                           |            | «Любіть Україну» (марка за проектом «Власна марка») | V                                    | 1 листопада 2011 року  | 99 996 (марка) 8333 (аркуш) | Володимир Таран                    |
| № 1138 № 1139                                    |            | «Софія Київська. 1000 років» (зчіпка з 2-х марок та купона) | 1,90 6,00 гривень                    | 18 листопада 2011 року | 145 000                     | Микола Кочубей                     |
| № 1140 № 1141 № 1142 № 1143 № 1144               |            | Блок № 93 «Амфібії України» з 5-ти марок: - «Їстівна жаба Pelophylax esculentus» - «Райка звичайна (деревна) Hyla arborea» - «Прудка жаба Rana dalmatina» - «Ставкова жаба Pelophylax lessonae» - «Озерна жаба Pelophylax ridibundus» | 1,80 2,20 4,30 гривні                | 22 листопада 2011 року | 115 000                     | Наталія Кохаль                     |
| № 1145 № 1146 № 1147 № 1148 № 1149 № 1150        |            | Блок № 94: «Щедра Україна. Весна» | 1,80 2,20 1,80 6,00 1,80 1,90 гривні | 25 листопада 2011 року | 140 000                     | Наталія Кохаль                     |
| № 1151                                           |            | «Виноробство в Україні (Миколаївська та Закарпатська області)»: «Трамінер» | 1,90 гривні                          | 30 листопада 2011 року | 197 000                     | Лариса Мельник                     |
| № 1152                                           |            | «Виноробство в Україні (Миколаївська та Закарпатська області)»: «Аліготе» | 4,30 гривні                          | 30 листопада 2011 року | 197 000                     | Лариса Мельник                     |
| № 1153                                           |            | «СНІД. 30 років» | 1,80 гривні                          | 1 грудня 2011 року     | 150 000                     | Оксана Шуклінова                   |
| № 1154                                           |            | «20-річчя Співдружності Незалежних Держав» | 2,20 гривні                          | 8 грудня 2011 року     | 150 000                     | Оксана Шуклінова                   |
| № 1155 № 1156 № 1157 № 1158 № 1159 № 1160 № 1161 |            | Малий аркуш № 16 «Сім природних чудес України» із семи марок: - «Озеро Світязь» - «Гранітно-степове Побужжя» - «Асканія-Нова» - «Озеро Синевир» - «Дністровський каньйон» - «Подільські Товтри» - «Мармурова печера»                  | 2,20 гривні                          | 19 грудня 2011 року    | 132 000                     | Марія Гейко                        |
| № 1162 № 1163                                    |            | EUROPA. Ліси (зчіпка з двох марок) | 2,20 4,30 гривні                     | 20 грудня 2011 року    | 150 000                     | Наталія Андрійченко                |
| № 1164 № 1165                                    |            | «З Новим роком та Різдвом Христовим» | 1,80 гривні                          | 23 грудня 2011 року    | 190 000                     | Наталія Кохаль                     |
| № 1166 № 1167 № 1168 № 1169                      |            | Маркований аркуш (блок № 95) «Водяні млини України» | 1,80 2,20 6,50 7,70гривні            | 28 грудня 2011 року    | 104 000                     | Юрій Логвин                        |

## Сьомий випуск стандартних марок
| № у каталозі | Зображення | Опис та джерело | Номінал      | Дата введення в обіг | Тираж   | Дизайн          |
| ------------ | ---------- | --------------- | ------------ | -------------------- | ------- | --------------- |
| № 1101       |            | «Кисет»         | 1,90 гривні  | 7 червня 2011 року   | масовий | Катерина Штанко |
| № 1102       |            | «Порохівниця»   | 2,20 гривні  | 7 червня 2011 року   | масовий | Катерина Штанко |
| № 1103       |            | «Бандура»       | 6,00 гривень | 7 червня 2011 року   | масовий | Катерина Штанко |
| № 1104       |            | «Супниця»       | 7,00 гривень | 7 червня 2011 року   | масовий | Катерина Штанко |

## Конверти першого дня гашений
| № у каталозі | Конверт | Штемпель | Опис та джерело               | Дата введення в обіг | Тираж | Дизайн                             |
| ------------ | ------- | -------- | ----------------------------- | -------------------- | ----- | ---------------------------------- |
| № kpd419     |         |          | 20-річчя Незалежності України | 24 серпня 2011 року  | 4 100 | Іван Бринюк та Наталія Андрійченко |